# Municipio de Pijijiapan
El municipio de Pijijiapan es un municipio del estado mexicano de Chiapas, uno de los 124 en que se divide el estado. Ubicado en la costa del océano Pacífico, en la región socioeconómica de Istmo-costa conformada por tres municipios. Su cabecera es la ciudad de Pijijiapan.

## Geografía
El municipio de Pijijiapan se encuentra en el centro de la costa del estado de Chiapas, forma parte de la región económica Istmo-Costa y de la subregión El Despoblado que perteneció a la gobernatura del Soconusco durante la época colonial Soconusco. Tiene una extensión territorial total de 1 752.28 kilómetros cuadrados que representan el 2.40% de la totalidad de la extensión de Chiapas. Sus coordenadas geográficas extremas son 15°24′ - 15°54′ de latitud norte y 92°50′ - 93°31′ de longitud oeste. Su territorio va de la costa en el Océano Pacífico a las montañas de la Sierra Madre del Sur, por lo que su altitud fluctúa de los 0 a los 2 500 metros sobre el nivel del mar.

### Límites municipales
Tiene límites administrativos con los siguientes municipios y/o accidentes geográficos, según su ubicación:
| Noroeste: Tonalá                                 | Norte: Villa Corzo                          | Nordeste: La Concordia |
| Oeste: Tonalá                                    |                                             | Este: Mapastepec       |
| Suroeste: Golfo de Tehuantepec (Océano Pacífico) | Sur: Golfo de Tehuantepec (Océano Pacífico) | Sureste: Mapastepec    |

### Hidrografía

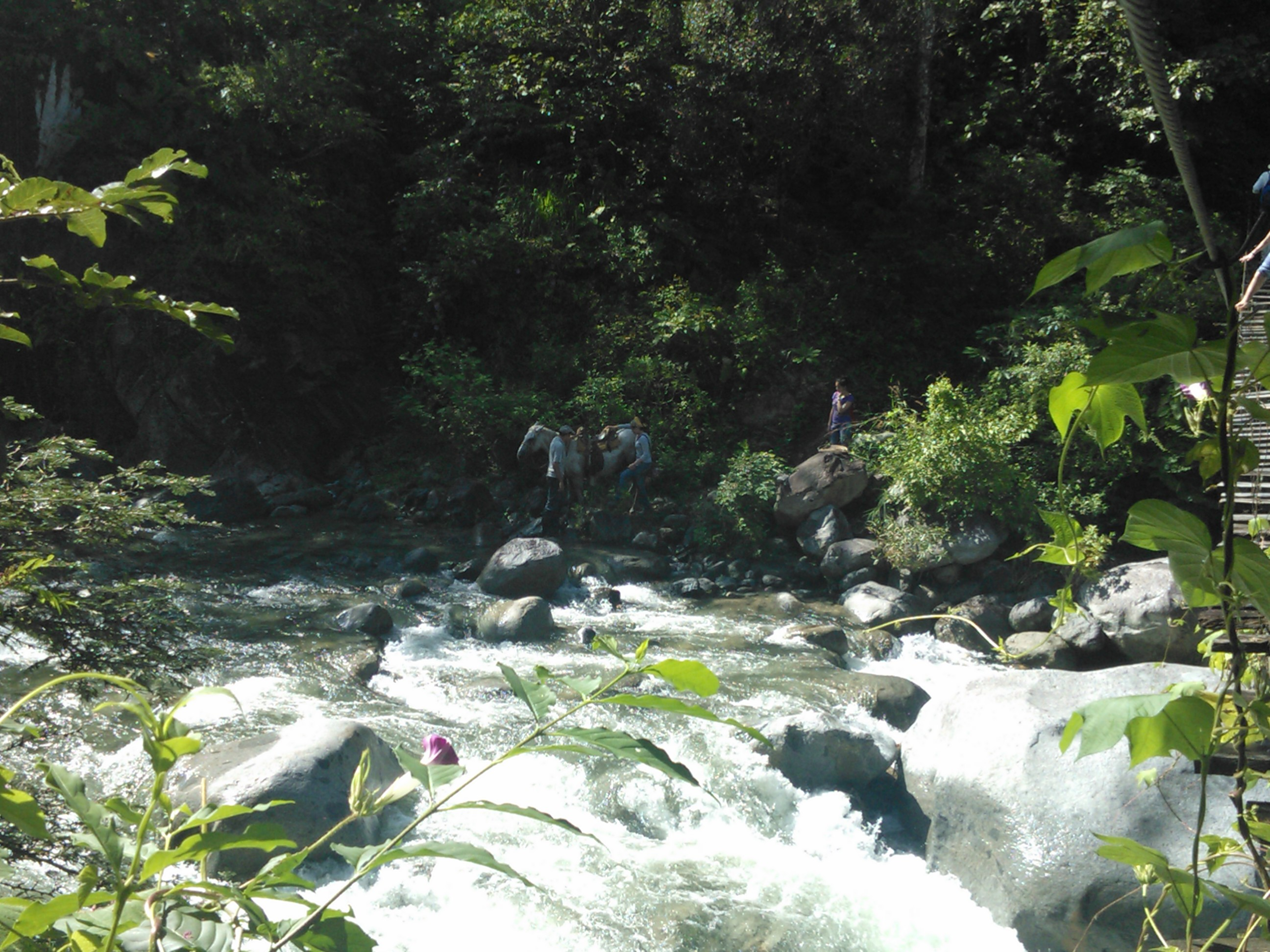
Cuenca alta del río Coapa en Pijijiapan

El municipio es atravesado por los ríos Margaritas, Jericó, San Isidro, Central, Urbina, Pijijiapan y Coapa.

### Clima y ecosistemas
El clima es cálido subhúmedo en las partes bajas y en las montañas es semicálido-húmedo.
El municipio de Pijijiapan ocupa parte de las Zona de Protección Forestal la Frailescana, de la Reserva de la Biosfera El Triunfo y de la Reserva de la biósfera La Encrucijada y Donación "Liquidámbar". La vegetación es de selva baja y de bosque de pino.

## Demografía
De acuerdo a los resultados del Censo de Población y Vivienda realizado en 2010 por el Instituto Nacional de Estadística y Geografía, la población total del municipio de Pijijiapan asciende a 50 079 personas, de las que 24 803 son hombres y 25 276 son mujeres.

### Localidades
En el censo de 2020 el municipio de Pijijiapan contaba con 820 localidades.
| Código INEGI      | Localidad                  | Población (2020) |
| ----------------- | -------------------------- | ---------------- |
| 070690001         | Pijijiapan                 | 18 219           |
| 070690024         | Joaquín Miguel Gutiérrez   | 1 581            |
| 070690003         | Las Brisas                 | 1 549            |
| 070690023         | Tamaulipas (Joaquín Amaro) | 1 542            |
| 070690042         | San Isidro                 | 1 502            |
| 070690007         | El Carmen                  | 1 412            |
| 070690032         | El Palmarcito              | 1 118            |
| 070690021         | Hermenegildo Galeana       | 1 103            |
| Otras localidades | Otras localidades          | 23 167           |
| Total municipal   | Total municipal            | 51 193           |

## Política
El municipio de Pijijiapan se encuentra gobernado por su ayuntamiento, como es el caso de todos los municipios de México gobernados por este régimen. El Ayuntamiento se encuentra conformado por el presidente municipal, un síndico y el cabido integrado por un total de diez regidores, de los cuales seis son electos por mayoría relativa y cuatro por el principio de representación proporcional.
Todos son electos mediante voto universal, directo y secreto para un periodo de tres años solo reelegibles para un único periodo inmediato.

### Representación legislativa
Para la elección de diputados locales al Congreso de Chiapas y de diputados federales a la Cámara de Diputados federal, el municipio de Pijijiapan se encuentra integrado en los siguientes distritos electorales:
Local:
- Distrito electoral local de 18 de Chiapas con cabecera en Mapastepec.[9]

Federal:
- Distrito electoral federal 7 de Chiapas con cabecera en Tonalá.[10]

### Presidentes municipales
- (2002 - 2004): Elio Ocaña Solís
- (2005 - 2007): Julio César Arreola Carrasco
- (2008 - 2010): Sain Cruz Trinidad
- (2011 - 2012): José Cinco Ley
- (2012 - 2015): Pedro Hugo Ibarra Campero
- (2015 - 2018): Aristeo Trinidad Nolasco
- (2018 - 2021): Héctor Meneses Marcelino